# Orquestra Filarmônica de Sarajevo
A Orquestra Filarmónica (português europeu) ou Filarmônica (português brasileiro) de Sarajevo (em bósnio:  Sarajevska filharmonija) é uma orquestra de Sarajevo, Bósnia e Herzegovina, que fez a sua primeira performance em 24 de outubro de 1923 com um programa com obras de Beethoven e Mendelssohn, tendo A. Lukinic e J. Rozdalovski como maestros. A Segunda Guerra Mundial fez com que a orquestra parasse suas atividades, retornando apenas em outubro de 1948. A orquestra fez digressões pela Itália e Áustria (1995 e 1996), República Checa (1995), Turquia (1995), França (1997), Suíça (1997 e 2000) e novamente Itália (1997).
Em outubro de 1996 Yehudi Menuhin tornou-se o diretor da orquestra. Em 1997, graças a um convite do diretor-geral da UNESCO, Federico Mayor Zaragoza, a Filarmônica foi para Paris para apresentar-se.